# 梁湘
梁湘（1919年11月6日—1998年12月13日），男，广东开平人，中国政治人物。曾任中共深圳市委书记、深圳市人民政府市长，执政五年期间为深圳建设初期打下坚实基础并确立发展方向，后升任海南省首任省长。

## 生平
1935年参加革命。1936年年仅17岁加入中国共产党。曾任中共中央党校教务处副主任、中共西安县工委书记、西安县县长、中共沈阳市区委书记。
1949年后，1955年1月至1964年8月任广东省广州市副市长；
1964年8月至1972年11月任中共韶关地委副书记；
1972年11月至1977年6月任中共广州市委书记处书记（副书记）；
1977年6月至1981年2月任中共广东省委常委、中共广州市委第二书记；
1981年3月至1981年10月任中共深圳市委第一书记；
1981年10月深圳市升格为副省级市，并成立中共深圳市经济特区委员会常务委员会，仍由梁湘任书记；成立深圳经济特区人民政府，梁湘任市长。
1981年10月至1985年8月任中共深圳市委书记、市长；
1985年8月至1986年5月任中共深圳市委书记；
1986年5月至1987年9月任广东省顾问委员会副主任；
1987年9月至1988年4月任海南建省筹备组副组长；
1988年2月任中共海南工委副书记；
1988年4月至1989年9月任中共海南省委副书记、海南省人民政府省长。
1989年中共前总书记赵紫阳儿子赵二军化名「陈学阳」持中国护照从海南出境，关员曾对护照有所怀疑，请示梁湘。梁湘指「护照有效便可放行」。
据监察部称：“监察部会同中共中央纪律检查委员会和审计署，在中共海南省委和省人民政府的支持与配合下，对梁湘同志的问题进行了认真的调查核实。现已查明，梁湘同志在海南工作期间犯有严重的以权谋私错误。他纵容妻子和儿子倒卖房产，妻子出面在海口市预订了两栋房子，由儿子将其非法倒卖获取暴利；他违背省政府有关审批进口汽车的规定，亲自批准某公司进口一批汽车，他儿子没有参与进口这批汽车的经营活动，却借机勒索了一笔巨款；他利用职权，违反规定，为他尚未在海南落户的另一个儿子办理了从海南去香港定居的手续；他违反财经纪律，用公款为自己制作服装、支付个人宴请费用，等等。”中共中央、国务院作出决定：撤销梁湘同志中共海南省省委副书记、省委常委、委员和海南省省长的职务，并对他的问题继续进行审查。1989年9月13日海南省人民代表会议第三次会议听取了大会主席团传达国务院《关于撤销梁湘同志海南省省长职务的决定》和中央联合调查组《关于梁湘同志问题的调查报告》，认为梁湘同志在担任海南省省长职务期间，以权谋私错误严重，造成恶劣影响，国务院决定撤销梁湘同志的海南省省长职务，并对其问题继续审查，是完全正确的。会议一致表示，拥护国务院关于撤销梁湘同志海南省省长职务并对其问题继续审查的决定。通过“关于拥护《国务院关于撤销梁湘同志海南省省长职务的决定》的决议”。1989年年底罷免第七屆全國人大代表資格。
1998年12月13日在广州病逝。

## 身后
逝世后《经济观察报》等媒体纷纷载文怀念其主政海南时的功绩。

## 延伸阅读
- 《梁湘传奇》，作者：闻声，2006年6月，香港，明窗出版社，ISBN：9628917994，9789628917990，该书由于光远作序。
- 《梁湘——捉住老鼠不是好貓》，作者：毕萍，2007年，香港，共和（香港）出版有限公司，ISBN：9889855038，9789889855031。
- 《深圳市长梁湘》，作者：朱崇山，2011年4月，中国，花城出版社，ISBN：9787536061996。